# Operation LUSTY
Operation LUSTY war eine Unternehmung der United States Army Air Forces während des Zweiten Weltkriegs mit dem Ziel, militärische Luftfahrttechnologien aus Deutschland zu kapern und evaluieren. Der Operationsname ist ein Akronym aus LUftwaffe Secret TechnologY. Das englische Adjektiv lusty bedeutet gesund.

## Einleitung
Während des Zweiten Weltkriegs schickte der Geheimdienst der United States Army Air Forces (USAAF) Teams nach Europa, um sich Zugang zu feindlichen Flugzeugen, technischen und wissenschaftlichen Berichten, Forschungseinrichtungen und Waffen zu verschaffen und diese in den Vereinigten Staaten zu untersuchen. Der Director of Technical Services definierte im  Mai 1945 das Operationsziel wie folgt:

“The chief objective of Air Technical Intelligence activities in Germany, at the present day of the war, is to obtain any and all information which may be applied to the prosecution of the war, against Japan. There is good foundation to the believe that the Germans have many, if not all, of their developments available to the Japanese.”

„Die primäre Zielsetzung der Aktivitäten des Air Technical Intelligence in Deutschland, zum jetzigen Zeitpunkt des Krieges, ist jede und alle Informationen zu erlangen, die zur Fortsetzung des Krieges gegen Japan eingesetzt werden können. Es gibt gute Gründe anzunehmen, dass Deutschland viele, wenn nicht sogar alle seiner Entwicklungen den Japanern zugänglich gemacht hat.“

Die Gruppen der Air Technical Intelligence (ATI), ausgebildet an der Technical Intelligence School auf der Wright-Patterson Air Force Base in Ohio, sammelten feindliche Ausrüstung, um mehr über deutsche technologische Entwicklungen in Erfahrung zu bringen. Die ATI Teams konkurrierten mit 32 weiteren alliierten technischen Aufklärungsgruppen, die ebenfalls Information und Ausrüstungen von Absturzstellen sammelten.
Als sich der Krieg dem Ende neigte, änderte sich der Auftrag der verschiedenen Geheimdienstorganisation von der taktischen Aufklärung zu Nachkriegsaufklärung und die Auswertung von Geheimdienstinformationen erhielt Priorität.
Am 22. April 1945 vereinte die USAAF die technischen und Nachkriegs-Geheimdienstaktivitäten unter dem Codenamen LUSTY zu einer Auswertungsdivision zusammen. Operation Lusty begann in der Absicht, wissenschaftliche Dokumente, Forschungseinrichtungen und Flugzeuge in Deutschland ausfindig zu machen und auszuwerten. Die Operation gliederte sich in zwei Teams:
- Team One unter der Führung von Colonel Harold E. Watson, einem früheren Testpiloten auf dem Wright Field, sammelte feindliche Flugzeuge und Waffen für weitere Untersuchungen in den Vereinigten Staaten.
- Team Two rekrutierte Wissenschaftler, sammelte Dokumente und untersuchte Einrichtungen.

## Watson’s Whizzers
1944 formulierten Geheimdienstexperten auf dem Wright Field eine Liste mit fortgeschrittenen Luftfahrtgerätschaften, die sie weitergehend untersuchen wollten. Watson und sein Team, das den Spitznamen „Watson’s Whizzers“ hatte, setzte sich aus Piloten, Ingenieuren und Wartungspersonal zusammen, die entsprechend dieser „Schwarzen Liste“ Flugzeuge sammelte. Watson unterteilte seine Whizzers in zwei Abteilungen: Eine akquirierte Flugzeuge mit Strahltriebwerken und die andere kolbenmotorgetriebene Flugzeuge, flugunfähige Prototypen und Raketenausrüstung.
Nach Ende der Kampfhandlungen ergänzten Testpiloten der Luftwaffe die Whizzers, darunter Hauptmann Heinz Braur. Dieser flog am 8. Mai 1945 70 Frauen, Kinder und verwundete Truppen zum Flughafen München-Riem. Nach der Landung wurde er von Watsons Leuten festgesetzt und vor die Wahl gestellt, in einem Kriegsgefangenenlager kaserniert zu werden oder mit den Whizzers zu kooperieren. Auch drei Mitarbeiter der Flugzeugherstellers Messerschmitt GmbH schlossen sich den Whizzers an: Der Cheftestpilot für experimentale Flugzeuge Karl Baur, der Testpilot Ludwig Hofmann und der leitende Ingenieur Gerhard Coulis, später auch der Testpilot Herman Kersting. Nachdem die Whizzers neun Messerschmitt Me 262 auf dem Fliegerhorst Lechfeld lokalisiert hatten, waren es diese deutschen Piloten, die die Expertise hatten um sie zu fliegen. Sogar noch mehrere Monate nach dem VE-Day wurden aus britischen, französischen und sowjetischen Besatzungszonen Flugzeuge von der „Schwarzen Liste“ ausgeflogen, versteckt oder anderweitig in die von der United States Army kontrollierten Gebiete abtransportiert. Die Mitarbeiter von Watson reisten auf der Suche nach Flugzeugen von der „Schwarzen Liste“ quer durch Europa.

## Operation Seahorse
Nach ihrem Fund wurden die Flugzeuge in die Vereinigten Staaten verschifft. Zu diesem Zweck verlieh die Royal Navy den Geleitflugzeugträger der Bogue-Klasse HMS Reaper (D82), der ursprünglich von der United States Navy als USS Winjah (CVE-54) betrieben wurde. Der brauchbarste Seehafen zum Festmachen des Flugzeugträgers und zum Kranverladen der Flugzeuge war die Hafenstadt Cherbourg-Octeville in Nord-Frankreich. Die Whizzers flogen die Jagdbomber Me 262, die Arado Ar 234 und weitere Flugzeuge von Lechfeld über St. Dizier und Melun nach Cherbourg auf das Flugfeld Querqueville. Alle Flugzeuge wurde zum Schutz vor salzhaltiger Luft (Salzaerosol) und Wetter verpackt, auf den Träger verladen und in die Vereinigten Staaten verfrachtet, wo sie am Newark Army Air Field entladen wurden. Die technischen Untersuchungen und Flugtests wurden sowohl von der USAAF und der US Navy durchgeführt.
Eine der Messerschmitt Me 262 wurde von den Mechanikern „Marge“ getauft; Piloten nannten sie später in „Lady Jess IV“ um.

## Verteilung der ausländischen Ausrüstung
1945 wurden die in die Vereinigten Staaten verschifften Flugzeuge zwischen der Navy und der Army Air Force aufgeteilt. Army-General Henry H. Arnold befahl die Konservierung von mindestens einem Flugzeug von jedem Typ. Die Air Force brachte ihre Flugzeuge auf das Wright Field, und als dessen Stellplätze belegt waren, wurden viele auf das Freeman Field in Seymour, Indiana ausgelagert. Die US-amerikanischen Streitkräfte trugen während der Operation LUSTY insgesamt 16280 Gegenstände mit einem Gesamtgewicht von 6200 Tonnen zusammen, davon wurden 2398 Gegenstände für weitergehende technische Analysen durch den Geheimdienst ausgewählt. 47 Mitarbeiter waren mit der Identifikation, Inspektion und Einlagerung der gekaperten Ausrüstung beschäftigt. Als das Freeman Field 1946 geschlossen wurde, musste das Air Technical Service Command (ATSC) die Flugzeuge erneut verlegen. Die größeren Flugzeuge wurden auf das Davis-Monthan Field nach Arizona überführt und die Kampfflugzeuge in ein Special Depot, Park Ridge, Ill. (nun Chicago O’Hare International Airport) gebracht, das unter der Kontrolle des Nachrichtendienst des ATSC war. Das Special Depot verwaltete Gebäude der Douglas Aircraft Company, in denen zuvor militärische Transportflugzeuge vom Typ Douglas C-54 Skymaster gefertigt worden waren.
Mit Beginn des Koreakriegs im Jahr 1950 benötigten die US-amerikanischen Luftstreitkräfte erneut Lagerfläche, so dass die Flugzeuge in die Außenbereiche verlagert werden mussten. 1953 wurden einige Flugzeuge zur Paul E. Garber Preservation, Restoration, and Storage Facility in Suitland, Maryland überführt und später im National Air and Space Museum ausgestellt. Die verbliebenen Flugzeuge wurden verschrottet.
Im Ergebnis hatte die Operation LUSTY den Erhalt einiger deutscher Flugzeugtypen wie dem Aufklärungsjet Arado Ar 234 (WkNr. 140 312), dem schweren zweimotorigen Kampfflugzeug Dornier Do 335 (WkNr. 240 102) und dem einzigen restaurierten Modell des Nachtkampfflugzeugs Heinkel He 219 (WkNr. 290 202) zur Folge.